# Jean-Pierre Thystère Tchicaya
Jean-Pierre Thystère Tchicaya (7 gennaio 1936 – 20 giugno 2008) è stato un politico della Repubblica del Congo, Presidente della Repubblica ad interim dal 5 all'8 febbraio 1979.
Esponente del Partito Congolese del Lavoro, nel 1990 ha fondato il Raggruppamento per la Democrazia e il Progresso Sociale. Si è candidato alle elezioni presidenziali del 1992 ottenendo il 5,8% dei voti.
| Controllo di autorità | VIAF (EN) 95209319 · ISNI (EN) 0000 0000 7249 0433 · LCCN (EN) n94096949 · BNF (FR) cb12503859w (data) |